# Acetato de nonila
Acetato de nonila, acetato de n-nonila, acetato C-9, acetato de nonanol ou acetato de pelargonil é o composto orgânico, éster de ácido acético do álcool n-nonanol, de fórmula linear CH3CO2(CH2)8CH3 e massa molecular 186,29. É classificado com o número CAS 143-13-5, número EC 205-585-8, PubChem 24901329.